# Osnar Noronha
Osnar Noronha Montani (Iquitos, Perú, 17 de diciembre de 1991) es un futbolista peruano. Juega como delantero y su equipo actual es Cienciano de la Liga 1 del Perú.

## Trayectoria

### C. N. I.
Debutó en Primera División jugando para el Colegio Nacional de Iquitos el 6 de diciembre de 2009. Aquel día, por la última fecha del Descentralizado y con su equipo ya salvado del descenso, ingresó como sustituto ante Juan Aurich en Chiclayo. El encuentro finalizaría con victoria del Aurich por 3-0.
Anotó su primer gol en la profesional el 29 de septiembre de 2010 ante Total Chalaco. El partido, válido por la fecha 34 de la segunda etapa del Descentralizado, finalizó con victoria del CNI por 2-1. 
La primera parte del 2011 jugó 14 partidos y anotó 2 goles.

### Juan Aurich
Tras su buen paso por Colegio Nacional de Iquitos y al ser considerado una promesa del fútbol peruano, a mitad del 2011 firma por el club Juan Aurich donde fue campeón nacional. En el club no suma la cantidad de minutos necesarios para su buen desempeño por lo que es prestado a José Gálvez de Chimbote. Posteriormente, al finalizar la temporada 2012 regresa a Chiclayo donde jugó hasta el fin de la temporada 2014.

### Alianza Lima y Ayacucho FC
En Alianza Lima y Ayacucho Fútbol Club jugó las temporada 2015 y 2016 respectivamente en ambas anotó una pequeña cantidad de goles aunque sumó una buena cantidad de partidos además dejó de jugar de centro delantero para pasar a jugar de mediapunta. 

### Comerciantes Unidos
A inicios del 2017 fue a pasar unas pruebas con Oshiro Takeuchi al AOK Kerkyra donde finalmente no pasó aquellas pruebas. En el mes de marzo firma por Comerciantes Unidos para jugar el torneo local y la Copa Conmebol Sudamericana 2017. A mitad te año (temporada) rescinde contrato por mutuo acuerdo con la dirigencia. 

### Carlos Mannucci
A mitad del 2017 llega al Carlos A. Mannucci, anota 8 goles en 14 partidos. A fines de aquel año firma su renovación por un año más el siguiente año  fue el goleador del equipo en Segunda que logró ascender a Primera a través del cuadrangular, logró anotar 20 goles en 33 partidos jugados.

### Universidad César Vallejo
Luego de 5 temporadas jugando para el Carlos A. Mannucci, pasaría a jugar para la Universidad César Vallejo, también de Trujillo, durante el año 2022. A finales del 2024 descendería de categoría.

## Selección nacional

### Selección Peruana Sub-20
Con la selección peruana participó del Campeonato Sudamericano Sub-20 realizado en su país, anotando un gol sobre su similar de Venezuela. En aquel sudamericano jugó con jugadores como Christian Cueva, Carlos Ascues, Alexander Callens y André Carrillo.

### Selección Peruana
En noviembre de 2012 es convocado por el técnico Sergio Markarian para disputar un amistoso internacional en la ciudad de Houston vs Honduras.

## Estadísticas
| Club                       | Div.          | Temporada     | Liga  | Liga  | Liga   | Copas nacionales | Copas nacionales | Copas nacionales | Torneos internacionales | Torneos internacionales | Torneos internacionales | Total | Total | Total  | Media goleadora |
| Club                       | Div.          | Temporada     | Part. | Goles | Asist. | Part.            | Goles            | Asist.           | Part.                   | Goles                   | Asist.                  | Part. | Goles | Asist. | Media goleadora |
| -------------------------- | ------------- | ------------- | ----- | ----- | ------ | ---------------- | ---------------- | ---------------- | ----------------------- | ----------------------- | ----------------------- | ----- | ----- | ------ | --------------- |
| CNI · Perú                 | 1.ª           | 2009          | 1     | 0     | 0      | —                | —                | —                | —                       | —                       | —                       | 1     | 0     | 0      | 0               |
| CNI · Perú                 | 1.ª           | 2010          | 27    | 4     | 1      | —                | —                | —                | —                       | —                       | —                       | 27    | 4     | 1      | 0.15            |
| CNI · Perú                 | 1.ª           | 2011          | 14    | 2     | 1      | —                | —                | —                | —                       | —                       | —                       | 14    | 2     | 1      | 0.14            |
| CNI · Perú                 | Total club    | Total club    | 42    | 6     | 2      | 0                | 0                | 0                | 0                       | 0                       | 0                       | 42    | 6     | 2      | 0.14            |
| Juan Aurich · Perú         | 1.ª           | 2011          | 3     | 0     | 0      | —                | —                | —                | —                       | —                       | —                       | 3     | 0     | 0      | 0               |
| Juan Aurich · Perú         | 1.ª           | 2012          | 12    | 3     | 3      | —                | —                | —                | —                       | —                       | —                       | 12    | 3     | 3      | 0.25            |
| Juan Aurich · Perú         | 1.ª           | 2013          | 15    | 0     | 2      | —                | —                | —                | —                       | —                       | —                       | 15    | 0     | 2      | 0               |
| Juan Aurich · Perú         | 1.ª           | 2014          | 27    | 2     | 2      | 7                | 0                | 1                | —                       | —                       | —                       | 34    | 2     | 3      | 0.06            |
| Juan Aurich · Perú         | Total club    | Total club    | 57    | 5     | 7      | 7                | 0                | 1                | 0                       | 0                       | 0                       | 64    | 5     | 8      | 0.08            |
| José Gálvez · Perú         | 1.ª           | 2012          | 26    | 4     | 4      | —                | —                | —                | —                       | —                       | —                       | 26    | 4     | 4      | 0.04            |
| José Gálvez · Perú         | Total club    | Total club    | 26    | 4     | 4      | 0                | 0                | 0                | 0                       | 0                       | 0                       | 26    | 4     | 4      | 0.04            |
| Alianza Lima · Perú        | 1.ª           | 2015          | 23    | 1     | 1      | 10               | 2                | 2                | 1                       | 0                       | 0                       | 34    | 3     | 3      | 0.04            |
| Alianza Lima · Perú        | Total club    | Total club    | 23    | 1     | 1      | 10               | 2                | 2                | 1                       | 0                       | 0                       | 34    | 3     | 3      | 0.04            |
| Ayacucho FC · Perú         | 1.ª           | 2016          | 28    | 1     | 3      | 4                | 0                | 1                | —                       | —                       | —                       | 32    | 1     | 4      | 0.04            |
| Ayacucho FC · Perú         | Total club    | Total club    | 28    | 1     | 3      | 4                | 0                | 1                | 0                       | 0                       | 0                       | 32    | 1     | 4      | 0.04            |
| Comerciantes Unidos · Perú | 1.ª           | 2017          | 6     | 0     | 1      | 1                | 0                | 0                | —                       | —                       | —                       | 7     | 0     | 1      | 0.04            |
| Comerciantes Unidos · Perú | Total club    | Total club    | 6     | 0     | 1      | 1                | 0                | 0                | 0                       | 0                       | 0                       | 7     | 0     | 1      | 0.04            |
| Carlos A. Mannucci · Perú  | 2.ª           | 2017          | 14    | 8     | 1      | —                | —                | —                | —                       | —                       | —                       | 14    | 8     | 1      | 0.48            |
| Carlos A. Mannucci · Perú  | 2.ª           | 2018          | 25    | 15    | 11     | 6                | 4                | 2                | —                       | —                       | —                       | 31    | 19    | 13     | 0.61            |
| Carlos A. Mannucci · Perú  | 1.ª           | 2019          | 30    | 9     | 9      | 3                | 2                | 1                | —                       | —                       | —                       | 33    | 11    | 10     | 0.33            |
| Carlos A. Mannucci · Perú  | 1.ª           | 2020          | 22    | 7     | 2      | —                | —                | —                | —                       | —                       | —                       | 22    | 7     | 2      | 0.32            |
| Carlos A. Mannucci · Perú  | 1.ª           | 2021          | 22    | 4     | 2      | 5                | 0                | 1                | 2                       | 0                       | 0                       | 29    | 4     | 3      | 0.21            |
| Carlos A. Mannucci · Perú  | Total club    | Total club    | 113   | 43    | 25     | 14               | 6                | 4                | 2                       | 0                       | 0                       | 129   | 49    | 29     | 0.38            |
| César Vallejo · Perú       | 1.ª           | 2022          | 36    | 9     | 0      | —                | —                | —                | 2                       | 0                       | 0                       | 38    | 9     | 0      | 0.24            |
| César Vallejo · Perú       | 1.ª           | 2023          | 32    | 6     | 6      | —                | —                | —                | 6                       | 1                       | 2                       | 38    | 7     | 8      | 0.18            |
| César Vallejo · Perú       | Total club    | Total club    | 68    | 15    | 6      | 0                | 0                | 0                | 8                       | 1                       | 2                       | 76    | 16    | 8      | 0.16            |
| Total carrera              | Total carrera | Total carrera | 363   | 75    | 49     | 36               | 8                | 8                | 11                      | 1                       | 2                       | 410   | 84    | 59     | 0.2             |
| 1. 2. 3.                   |               |               |       |       |        |                  |                  |                  |                         |                         |                         |       |       |        |                 |

## Palmarés

### Campeonatos nacionales
| Título                    | Club        | País | Año  |
| ------------------------- | ----------- | ---- | ---- |
| Primera División del Perú | Juan Aurich | Perú | 2011 |

### Distinciones individuales
| Distinción                                                                  | ño   |
| --------------------------------------------------------------------------- | ---- |
| Preseleccionado como delantero en el mejor once de la Liga 1 según la SAFAP | 2019 |